# Apystomyia elinguis
Espèce
Apystomyia elinguis est une espèce de diptères.